# Nacida inocente
Nacida Inocente es una película estadounidense de 1974 basada en la novela homónima de Gerald di Pego y Bernahardt J. Hurwood. Narra el drama de una adolescente recluida en un centro para menores que sufre todo tipo de abusos por parte de sus compañeras y asistimos a la transición de la inocencia a la madurez adulta en las peores condiciones posibles. Fue estrenada en España el 29 de octubre de 1979 en Madrid con calificación de apta solo para mayores de edad debido a algunas escenas de índole sexual que fueron pasadas por alto por la censura y la crítica, dado el ánimo aperturista del momento. La cinta obtuvo gran éxito y su protagonista se convirtió posiblemente en la primera heroína adolescente de la transición. A pesar de todo la película respeta el tono de historia moralizadora y dramática del libro destinada a un público joven.

## Argumento
La protagonista, Christine Parker, es una niña de catorce años víctima de los malos tratos de su madre alcohólica y de su padre, que la golpea cuando está de mal humor. Los dos hacen de su hija el objeto de su desahogo. Tom, su amado hermano y su único héroe, era el que la protegía de los desenfrenos de sus padres cuando aún vivían los cuatro juntos, antes de que este se casara y se mudara de hogar con su esposa Janie.  Un día Chris decide escaparse de casa, no es la primera vez, pues le es imposible vivir con ellos y sueña con irse a casa de su hermano mayor Tom. Pero es detenida e ingresada en un reformatorio, con el consentimiento de sus padres, bajo la pretensión de que es lo mejor para ella. Allí su juventud y problemas de adaptabilidad al nuevo entorno la llevan a ser vejada y violada por sus propias compañeras. Entra en el reformatorio como una niña, inocente, infantil y sensible. Pero las humillaciones y el sufrimiento que allí padece la transformará completamente. Le robarán la inocencia.

## Ficha técnica
- Dirección: Donald Wrye
- Guion: Gerald Di Pego
- Director de Fotografía: David Walsh
- Música: Fred Karlin
- Montaje: Maury Wyne Trobe
- Productor: Bruce Cohn Curtis
- Duración: 98 minutos